# Hafen Worms
Le Hafen Worms est le port sur le Rhin de la ville de Worms en Rhénanie-Palatinat. Il comporte un port au bord du Rhin et deux bassins nommés Floßhafen (port de radeau) (kilomètre 443,00) et Handelshafen (port de commerce) (kilomètre 444,500).

## Histoire
Le port du Moyen Âge est mentionné dans des documents de l'Abbaye de Lorsch (en 858) mais les traces archéologiques ne sont pas encore trouvées. On pense que le long des anciennes murailles de l'est se trouvait un bras de Rhin nommé Woog. Une gravure du XVIe siècle de la ville de Worms montre les deux grues: une sur le Woog et une autre sur le Rhin.

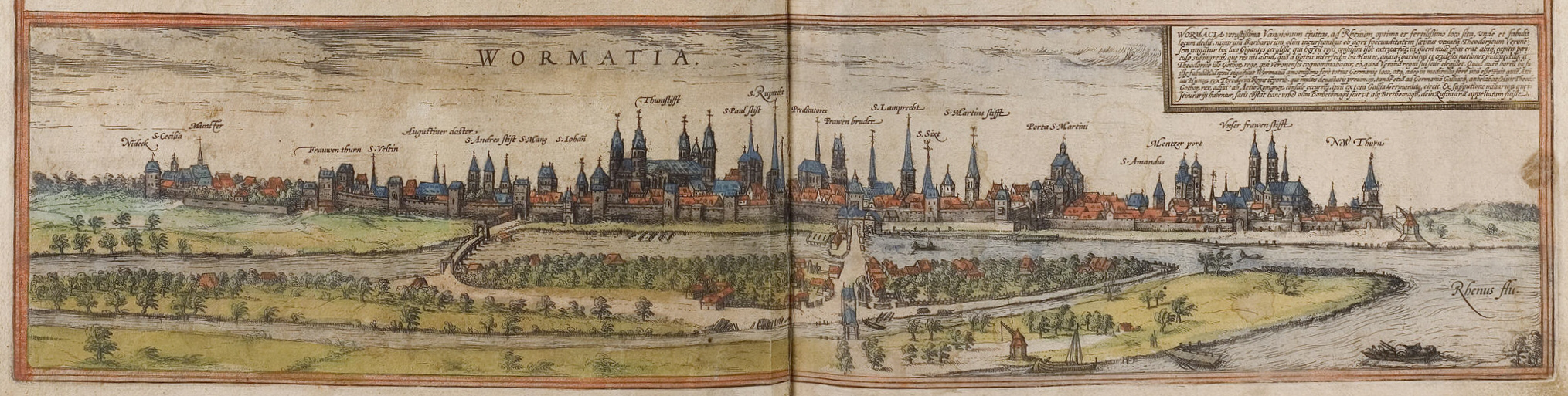
Georg Braun: Vue de la ville de Worms (1572 d'après Sebastian Münster 1550). À droite les deux grues, sur le Woog et sur le Rhin.

Après le remplissage du Woog (à partir de 1856) une "rive de chargement" avec des entrepôts est installée à l'endroit où se trouve aujourd'hui le pont des Nibelungen pour attirer le trafic des bateliers de Worms qui se servaient de plus en plus du port de Mannheim (de). Dans le même secteur est creusé un petit bassin comme "port d'hiver et de sécurité" pour le pont flottant. Entre 1890 et 1893, la municipalité de Worms fait construire les deux bassins (port de radeau au sud et port de commerce au nord) lors de la fortification de la rive au bord du Rhin. Par la suite, les industries s'établisent autour des bassins.
Le "Hafen Worms" d'aujourd'hui date de 196. Il réunit les parties indépendantes du port au bord du Rhin à Worms-Rheindürkheim, nommé "Fahrt" (de), et les deux bassins de 1890/1893. Le Fahrt était le port le plus important pour le OberamtAlzey en Palatinat rhénan).

## Organisation
Le port est dirigé par le Hafen Betriebs GmbH Worms
.
La surface des ports s'élève à 265,000 m2, parmi eux le bassin du Floßhafen avec 31,500 m2 et le Handelshafen avec 33,000 m2. La rive est accessible sur 3,400 m. La capacité en conteneurs s'élève à 18,000 TEU et un stockage libre de 50,000 m2 pour le vrac, des entrepôts d'une surface de 13,300 m2, des silos d'une capacité de 40,400 m3.
Dans les ports on trouve les installations suivantes:
- trois grues électriques de 3 à 5 t
- cinq grues de 1 à 45 t chacune
- une grue pour conteneurs
- une grue à tour
- sept installations contre l'incendie dans les silos
- deux installations contre l'incendie par une huile minérale
- un chariot porte-conteneurs

Les installations dans le port commercial sont utilisées par la société Contargo pour le transport combiné et aussi pour les trains blocs sur la voie Trieste - Worms.
Les deux bassins servent aussi comme "ports de sécurité". Dans la partie nord du Floßhafen se trouve une filiale de l'administration des eaux et du transport fluvial Mannheim.
Il y a encore deux ports de plaisance gérés par une personne (Marina Worms) et par un club (Motor-Yacht-Club Worms).

## Chiffre d'affaires
Le trafic des marchandises s'élève en moyenne et par an à 1 100 000 t. Il s'agit surtout des produits chimiques, sable et pierres (vrac), nourriture et fourrage, produits agricoles et forestiers, véhicules et machines, fer et acier, pétrole, produits de huile minérale, gaz, engrais, combustible. - 150 bateaux par mois arrivent dans les ports de Worms.

## Littérature
- August Weckerling (Bearbeiter): Die Hafen- und Uferbauten zu Worms 1890–1893. Kranzbühler, Worms 1893.